# Hampton (Virginie)
Hampton je pobřežní město ve státě Virginie ve Spojených státech amerických. Je 7. největším městem ve Virginii co do počtu obyvatel a zároveň 200. nejlidnatějším městem v USA. Město neleží v žádném okresu, ale funguje jako nezávislé město bez přidruženého okresu. Protéká jím řeka Hampton. 
K roku 2020 zde žilo 137 148 obyvatel. S celkovou rozlohou 353 km² byla hustota zalidnění 1 029 obyvatel na km². Poprvé bylo místo osídleno v roce 1610, městem se Hampton stal v roce 1705. Ve městě se nachází Hamptonská univerzita. Město se nachází v oblasti s vlhkým subtropickým podnebím.